# 윤성혜 (1969년)
윤성혜(尹成惠, 1969년 3월 20일 ~ , 경상남도 의령군)은 대한민국의 공무원이다.

## 학력
- 마산성지여고 졸업
- 고려대학교 정치외교학과 학사 졸업

## 경력
- 1994 제37회 행정고시 합격
- 1995.04 서울특별시 사회복지과장
- 경상남도 기업지원과
- 경상남도 여성정책과장
- 경상남도 저출산고령화대책과장
- 경상남도 미래산업과장
- 경상남도청 복지보건국 국장
- 2012.01 ~ 2013.12 경상남도청 고위정책과정
- 2013.12 ~ 2014.09 경상남도청 의회사무처장
- 2014.09 ~ 2015.06 경상남도청 문화관광체육국장
- 2015.06 ~ 2016.12 제24대 경상남도 김해시 부시장
- 2015.11 ~ 2016.04 경상남도 김해시 권한대행
- 2016.12 ~ 2019.01 경상남도청 재난안전건설본부장
- 2019.01 ~ 2019.03 경상남도청 행정국 인사과 이사관
- 2020.07 ~ 2020.12 경상남도청 경남연구원 파견
- 2021.01 ~ 2022.07 경상남도청 재난안전건설본부장
- 2022.07 ~ 경상남도청 도민안전본부장

| 전임 최낙영 | 제24대 경상남도 김해시 부시장 2015년 6월 29일 ~ 2016년 12월 25일 | 후임 신대호 |

| 전임 김맹곤 | 경상남도 김해시장 권한대행 2015년 11월 28일 ~ 2016년 4월 13일 | 후임 (재보궐)허성곤 |